# Helena Gniewosz
Helena Gniewosz herbu Rawicz (ur. 1874 w Klimkówce, zm. 1949 w Krakowie) – właścicielka dóbr, działaczka społeczna.

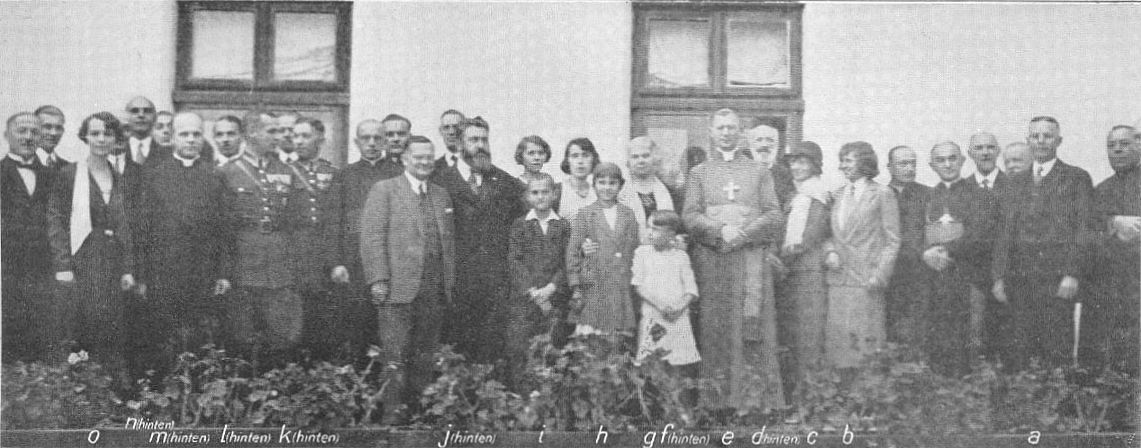
Uczestnicy uroczystości poświęcenia kościoła Matki Bożej Nieustającej Pomocy w Załużu 11 października 1931. Helena Gniewosz oznaczona c)

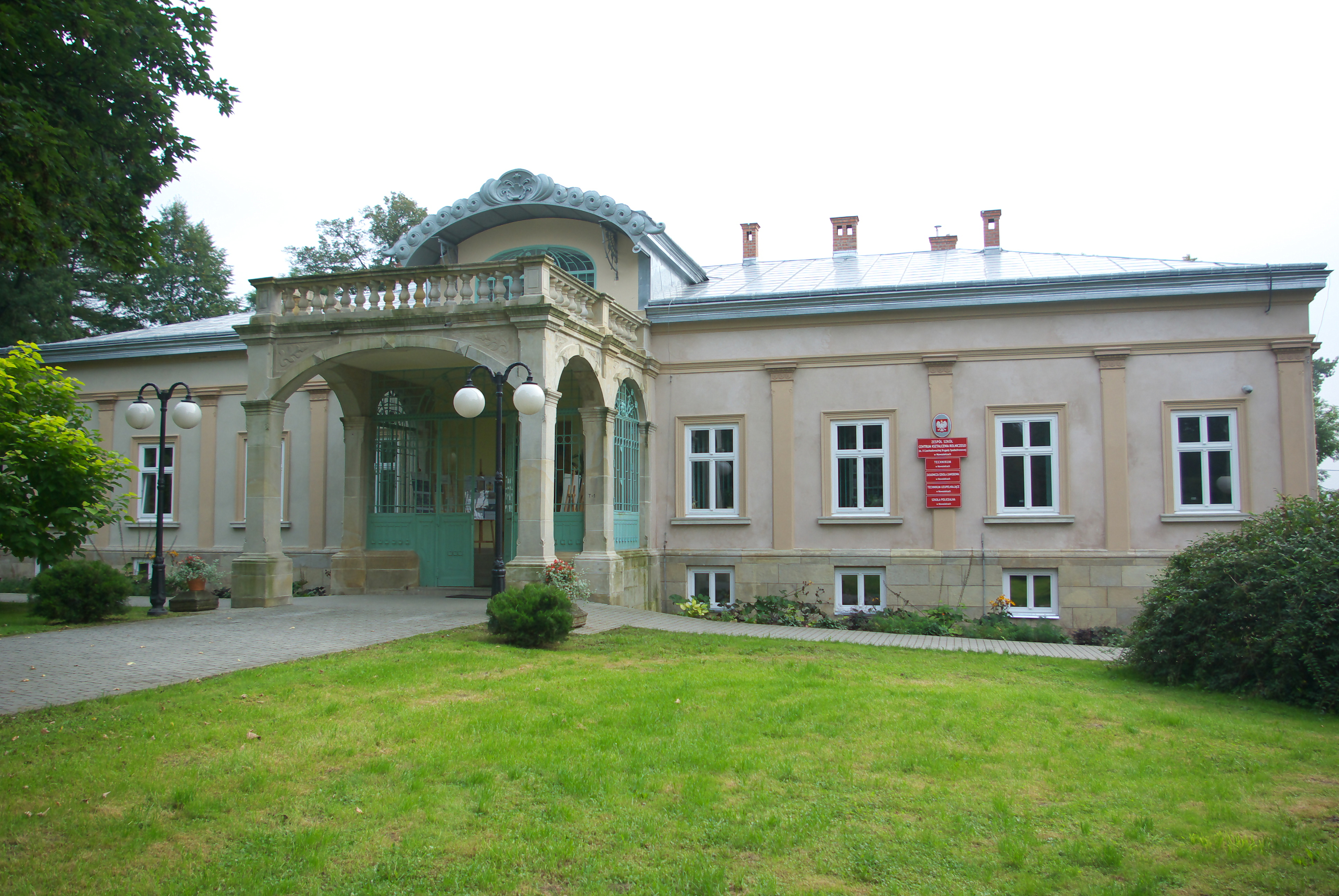
Dwór w Nowosielcach

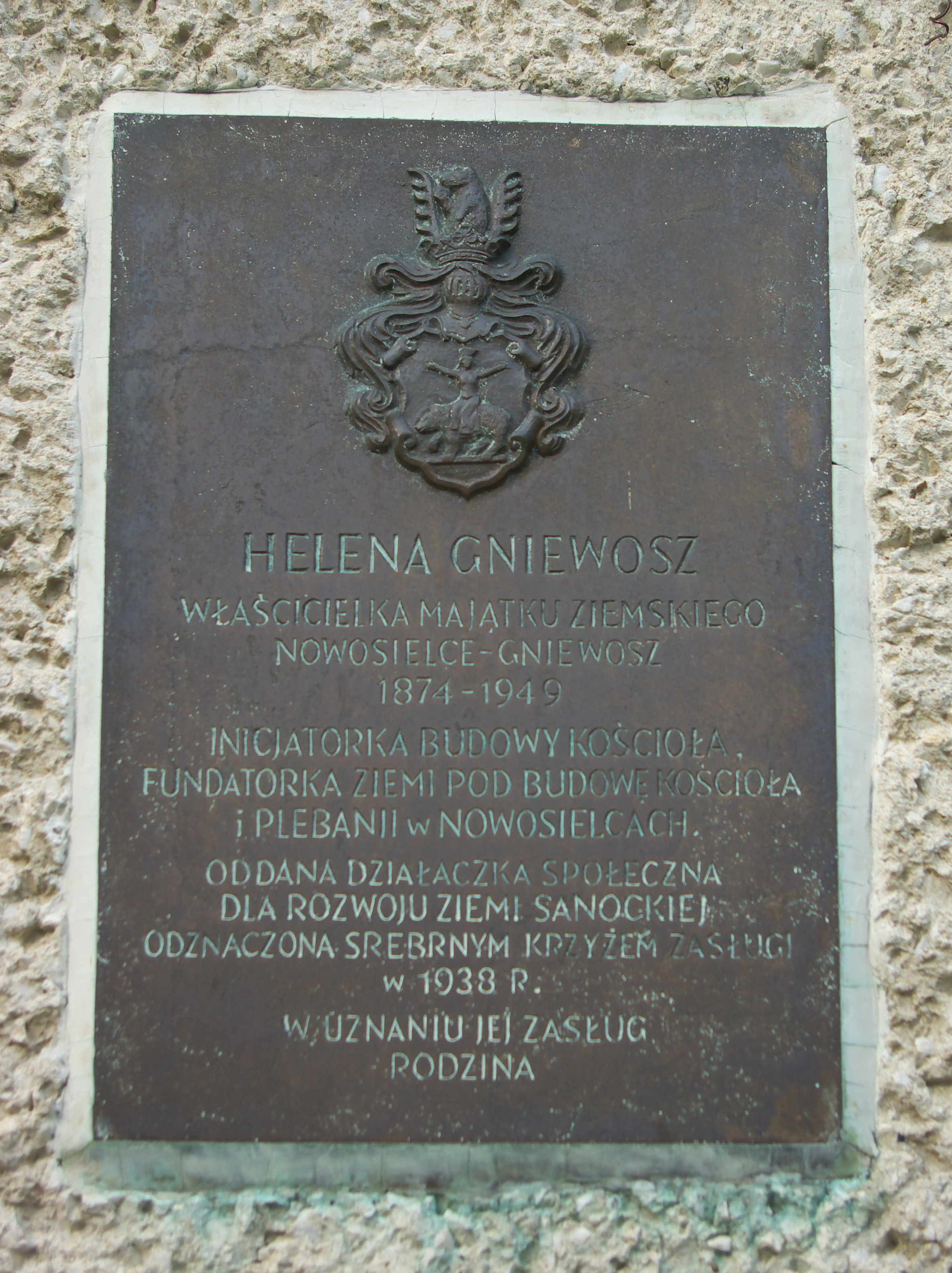
Tablica upamiętniająca Helenę Gniewosz

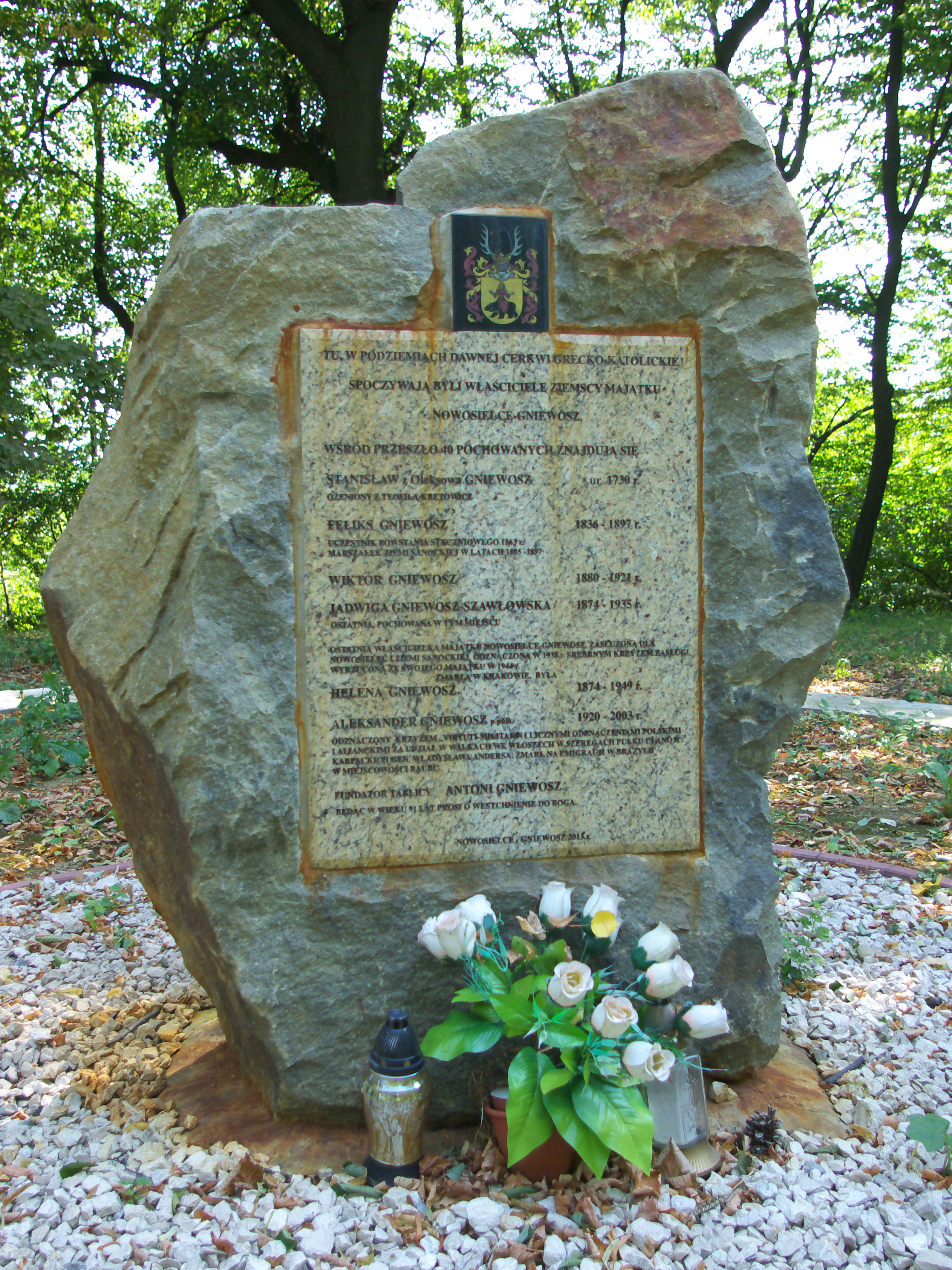
Kamień pamiątkowy w Nowosielcach

## Życiorys
Pochodziła z rodu małopolskiego sięgającego 1410. Według różnych źródeł była córką Antoniego Gniewosza (1832-1903) bądź Aleksandra Izydora Gniewosza i Sydonii z domu Kakowskiej (1843-1934).
11 stycznia 1896 została żoną Konstantego Komierowskiego, z którym miała dzieci: Annę (1897-1967), Anielę (1898-1985), Piotra (1899-1990), Pawła (1900-), Marię (1904-1906).
Po śmierci Wiktora Gniewosza w 1921 odziedziczyła rodzinne dobra Nowosielce i była ich ostatnią właścicielką.
Działała społecznie zarówno w Nowosielcach jak i na ziemi sanockiej. W Nowosielcach była inicjatorką misji katolickich od 1923, kursów, odczytów, kół. Działała na rzecz budowy Domu Ludowego w Nowosielcach, wzniesionego w 1927. W 1927 była inicjatorką powstania komitetu budowy świątyni rzymskokatolickiej w Nowosielcach, która została wybudowana w 1933 na przekazanej przez nią areale 4 morgów, jako Kościół Matki Boskiej Nieustającej Pomocy. W Nowosielcach wspierała wiejskie kobiety poprzez organizację kursów podnoszenia ich kwalifikacji gospodarczych, stworzyła Koło Gospodyń Wiejskich w 1929, prowadziła miejscową czytelnię i wypożyczalnię książek.
Podczas II wojny światowej została usunięta z dworu w Nowosielcach w 1944. Zmarła w 1949 w Krakowie.

## Upamiętnienie
- Na frontowej fasadzie budynku Kościoła Matki Boskiej Nieustającej Pomocy w Nowosielcach została ustanowiona tablica upamiętniająca Helenę Gniewosz. Od 1948 funkcjonuje w nim parafia pod tym wezwaniem.
- W 2013 w miejscu nieistniejącej cerkwi greckokatolickiej w Nowosielcach, przy której w grobowcu rodzinnym byli pochowani członkowie rodziny Gniewoszów, został ustanowiony kamień pamiątkowy upamiętniający te osoby. Uhonorowany inskrypcją na pomniku został także Aleksander Gniewosz[7]. Fundatorem pomnika był jego brat, Antoni Gniewosz.
- Z inicjatywy rady sołeckiej i uchwałą rady gminy Zarszyn w 2016 główna arteria Nowosielec, stanowiąca fragment drogi krajowej nr 28, została nazwana ulicą Heleny Gniewosz[8][9].

## Odznaczenie
- Srebrny Krzyż Zasługi (1938)